# Antônio de Assis Ribeiro
Antônio de Assis Ribeiro, S.D.B. (Capitão Poço, 26 de julho de 1966) é um prelado brasileiro da Igreja Católica, desde 2024 é o bispo da Diocese de Macapá.

## Biografia
Antônio de Assis Ribeiro estudou no Colégio Padre Ângelo Moretti na cidade de Ourém (PA). Concluiu seus estudos de filosofia em Manaus (1987–1990) e depois na Universidade Católica de Brasília. Em Roma, estudou Teologia na Pontifícia Universidade Salesiana (1991–1994) e obteve o mestrado em Teologia Moral na Academia Alfonsiana (1997–1999).
Fez sua primeira profissão religiosa em 10 de janeiro de 1987 na Sociedade Salesiana de São João Bosco e a profissão solene em 8 de novembro de 1992. Foi ordenado Diácono em 25 de junho de 1994 e sacerdote em 17 de junho de 1995, por Dom Miguel Maria Giambelli, bispo da Diocese de Bragança, na Cidade de Ourém (PA).
Trabalhou por seis anos (2000–2005) nas obras Salesianas no Pará onde foi diretor da Escola Salesiana do Trabalho – EST, em Belém(PA); nesse mesmo período também trabalhou como professor de Teologia Moral no Centro de Formação Presbiteral da Arquidiocese de Belém atuando no curso de teologia; em 2003 fundou o Centro Associação Damas Salesianas em Ananindeua — uma ONG voltada para a promoção do voluntariado feminino com o espírito salesiano; de 2004–2005 foi conselheiro nacional da Associação Damas Salesianas, instituição internacional de fieis leigas com promessa pública de voluntariado social, um dos grupos da Família Salesiana; de 2002–2004 foi membro do Conselho Estadual dos Direitos da Criança e do Adolescente - CEDCA/PA, e em 2005 assumiu o cargo de Conselheiro Municipal dos Direitos da Criança e do Adolescente da capital paraense, de onde saiu para assumir a direção da Missão Salesiana de Yauaretê, uma área indígena no Alto Rio Uaupés, Amazonas.
Em sua congregação religiosa, ele ocupou os seguintes cargos: Vigário Paroquial e Oficial Aspirante em Manaus (1996–1997); Diretor da Escola Salesiana de Trabalho de Belém do Pará (2000-2003). Além disso, foi professor de Teologia Moral no Instituto Regional de Educação Presbiterial de Belém do Pará (2000–2005). Conselheiro da Província São Domingos Sávio (2002–2007); Diretor da missão salesiana e pároco de Iauaretê, na diocese de São Gabriel da Cachoeira (2006); Diretor do Colégio "Dom Bosco" em Manaus (2007–2008) e ao mesmo tempo Pároco da Paróquia Dom Bosco em Manaus (2007–2009); Diretor de obra salesiana e pároco em Manicoré, na diocese de Humaitá (2009–2012).  De 2013 até sua nomeação episcopal, era Vigário Inspetorial e Delegado do Ministério da Juventude e Vocação na Província Salesiana "São Domingos Sávio", com sede em Manaus.

### Responsabilidades na Arquidiocese de Belém do Pará

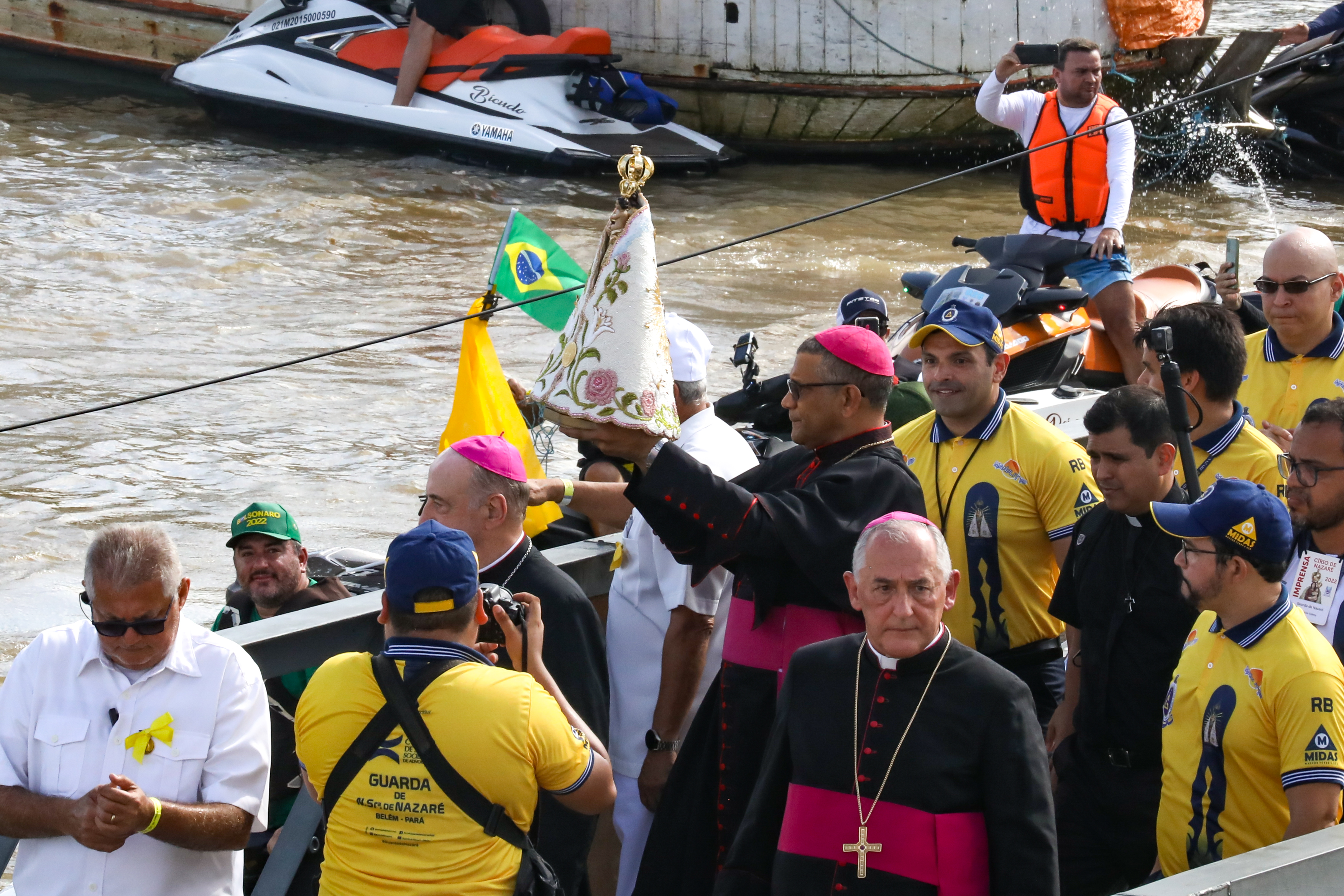
Dom Antônio segurando a imagem de Nossa Senhora de Nazaré durante o Círio 2022, em Belém do Pará.

A Nunciatura Apostólica no Brasil comunicou no dia 28 de junho de 2017, a decisão do papa Francisco em nomeá-lo como novo bispo titular de “Babra” e auxiliar na Arquidiocese de Belém do Pará, então vice-inspetor da Inspetoria Salesiana São Domingos Sávio, com sede em Manaus (Amazonas). Recebeu sua ordenação episcopal em 2 de setembro de 2017, em Ourém do Pará, com imposição das mãos de Dom Alberto Taveira Corrêa, arcebispo de Belém do Pará, coadjuvado por Franz Josef Meinrad Merkel, C.S.Sp., bispo de Humaitá e por Flávio Giovenale, S.D.B., bispo de Santarém.
Em 2018 foi nomeado Vice-presidente do Instituto Dom Vicente Zico - Mantenedora da Faculdade Católica de Belém, Coordenador do Curso de Teologia e membro do Conselho Superior da Faculdade Católica de Belém; Assumindo o acompanhamento do Setor Juventude da Arquidiocese de Belém, idealizou um centro de referência para as juventudes, espaço que foi denominado Centro Juvenil Arquidiocesano com o objetivo de promover uma Pastoral Juvenil integral.
Em 2021 integrou o quadro de professores do Curso de Pós-graduação da Faculdade Católica de Belém, lecionando a disciplina “A educação Católica”; em 2022 foi nomeado Coordenador da Comissão do Sínodo Arquidiocesano de Belém.
Em 2024 iniciou, na Arquidiocese de Belém, a presença pastoral da Igreja Católica nas Unidades de execução das Medidas Socioeducativa com adolescentes em conflito com a lei. Essa experiência foi chamada da "Pastoral Socioeducativa" porque teve como primeiros beneficiários os adolescentes e jovens que estavam cumprindo medidas socioeducativas. As medidas socioeducativas, segundo o Estatuto da Criança e do Adolescente são a prestação de serviço à comunidade, liberdade assistida, semiliberdade e internação. O projeto foi pensado como uma ramificação da Pastoral Juvenil coordenada pelos líderes do Setor Juventude, acontecendo uma vez por semana através da presença de grupos de jovens e adultos educadores (seminaristas, religiosos e leigos) nas instituições acima específicadas. 
Enquanto esteve bispo auxiliar da Arquidiocese de Belém foi o vice-presidente da Fundação Nazaré de Comunicação, acompanhou as periferias e Áreas missionárias, além de diversas pastorais como a Pastoral Juvenil, Pastoral Carcerária, Pastoral da Criança, Pastoral da Saúde, Pastoral da Educação.
Até ser transferido de Belém do Pará, foi o Bispo Referencial para a Pastoral Juvenil do Regional Norte II da Conferência Nacional dos Bispos do Brasil (CNBB). É colunista do Jornal Voz de Nazaré “Mundo Juvenil e a Fé Cristã”. Apresentador do programa “Fé e Vida!” na Rádio Nazaré FM e coapresentador do programa “Diálogo de Fé” na TV Nazaré.

### Responsabilidades no Episcopado
Em 2018 foi eleito delegado suplente nacional para o Sínodo sobre a Juventude e Discernimento Vocacional. Em 2019 foi eleito membro da Comissão Episcopal para a Juventude; nesse mesmo ano participou em Roma do Sínodo da Amazônia.
Em 2020 foi eleito Secretário do Regional Norte II. Neste mesmo ano foi nomeado membro suplente do Conselho Fiscal da CNBB Nacional e em 2021 foi eleito membro do Conselho Fiscal;
Em 2023 foi reeleito Secretário da CNBB Regional Norte II, para o mandato de 2023-2027, continuando como bispo Referencial para a Pastoral Juvenil e a Pastoral Carcerária. Em 2024 foi convidado a fazer parte do Fórum Pastores e Escolas Católicas, ligado ao Setor Educação da CNBB.
Em 18 de dezembro de 2024, o Papa Francisco o nomeou bispo da Diocese de Macapá, fazendo sua entrada solene em 26 de fevereiro de 2025.

## Obras
- Ribeiro, Antônio de Assis (2023). Educação Católica: caminho de Evangelização para o humanismo solidário. São Paulo: Editora Paulus[21]
- Ribeiro, Antônio de Assis (2024). O grito da Cruz: as sete palavras de Jesus na Cruz. Rio de Janeiro: Editora Sementes do Verbo. ISBN 9788566696455[22].